# أندي تود (لاعب كرة قدم بريطاني)
أندي تود (بالإنجليزية: Andy Todd)‏ (22 فبراير 1979 في المملكة المتحدة - ) هو لاعب كرة قدم بريطاني في مركز الوسط. لعب مع نادي أكرينغتون ستانلي ونادي بيرتن ألبيون ونادي روذرهام يونايتد ونوتينغهام فورست ونادي سكاربورو وEastwood Town F.C. ‏ ونادي هدنسفورد تاون ووركشوب تاون ‏ وHucknall Town F.C. ‏ وتيلفورد يونايتد ونادي مانسفيلد تاون ونادي تاموورث.

## وصلات خارجية
- أندي تود على موقع قاعدة بيانات كرة القدم.إي يو (الإنجليزية)
- أندي تود على موقع Soccerbase.com (لاعب) (الإنجليزية)
- أندي تود على موقع Soccerway.com (الإنجليزية)